# Kahrila-Mustahamba
Kahrila-Mustahamba is een plaats in de Estlandse gemeente Rõuge, provincie Võrumaa. De plaats heeft de status van dorp (Estisch: küla). De plaats ligt aan het meer Kahrila järv (40,1 ha).
Tot in oktober 2017 heette de plaats Mustahamba. In die maand werd de gemeente Haanja bij de gemeente Rõuge gevoegd. In Haanja lag ook een plaats Mustahamba. Die mocht haar naam houden; dit Mustahamba werd omgedoopt in Kahrila-Mustahamba. Kahrila is de naam van het meer waaraan de plaats ligt en ook de oude naam van de streek rond de plaats.

## Bevolking
De plaats had 18 inwoners op 31 december 2011 en 17 inwoners op 31 december 2021.

## Geschiedenis
(Kahrila-)Mustahamba werd voor het eerst genoemd in 1627 onder de naam Musthamba Lauer, een boerderij op het landgoed van Rõuge. Vanaf het midden van de 17e eeuw lag de plaats op het landgoed van Nursi (na 1765 Vastse-Nursi). De naam Mustahamba betekent ‘zwarte tanden’; het was waarschijnlijk de bijnaam van de boer. In 1765 werd Mustahamba genoemd als dorp. In het midden van de 19e eeuw werd het dorp het centrum van een veehouderij (Estisch: karjamõis) op het landgoed Vastse-Nursi.
Het westelijk deel van het dorp, dat het dichtst bij het meer ligt, was in de 18e en 19e eeuw onder de naam Hinni een apart dorp. Tussen 1977 en 1997 maakte het buurdorp Kolga deel uit van Mustahamba Het buurdorp Möldri was in die tijd opgedeeld tussen Mustahamba en de plaats Rõuge.